# Malcolm Reilly

a Compétitions nationales et continentales officielles uniquement.

b Matchs officiels uniquement.
Malcolm Reilly dit Mal Reilly, né le 19 janvier 1948 à Barkston Ash (Angleterre), est un joueur et entraîneur anglais de rugby à XIII évoluant au poste de troisième ligne dans les années 1960, 1970 et 1980. Il fait ses débuts à Castleford remportant deux titres de la Challenge Cup en 1969, 1970. Il tente avec succès l'aventure en Australie à Manly-Warringah où il remporte deux titres de Championnat de Nouvelle-Galles du Sud en 1972 et 1973. Il revient ensuite à Castleford et ajoute un troisième titre de Challenge Cup 1986. Parallèlement, il est finaliste de la Coupe du monde en 1970 avec la Grande-Bretagne et remporte la Coupe d'Europe des nations en 1970 avec l'Angleterre. En fin de carrière sportive, il est entraîneur-joueur de Castleford. Par la suite, il devient entraîneur de la sélection de la Grande-Bretagne avec laquelle il est finaliste de la Coupe du monde en 1992. En club, il prend en main Leeds avec lequel il est finaliste du Championnat d'Angleterre en 1990 puis de Newcastle avec lequel il remporte l'Australian Rugby League en 1997. Il a été introduit au Temple de la renommée du rugby à XIII britannique en 2014.

## Palmarès

### En tant que joueur
- Collectif :
  - Vainqueur de la Coupe d'Europe des nations : 1970 (Angleterre).
  - Vainqueur du Championnat de Nouvelle-Galles du Sud : 1972 et 1973 (Manly-Warringah).
  - Vainqueur de la Challenge Cup : 1969, 1970 et 1986 (Castleford).
  - Finaliste de la Coupe du monde : 1970 (Grande-Bretagne).
  - Finaliste du Championnat d'Angleterre : 1969 (Castleford).

- Individuel :
  - Élu meilleur joueur de la finale de la Challenge Cup : 1969 (Castleford).

### En tant qu'entraîneur
- Collectif :
  - Vainqueur de l'Australian Rugby League : 1997 (Newcastle).
  - Vainqueur de la Challenge Cup : 1986 (Castleford).
  - Finaliste de la Coupe du monde : 1992 (Grande-Bretagne).
  - Finaliste du Championnat d'Angleterre : 1990 (Leeds).